# Giro di Romagna 1974
Il Giro di Romagna 1974, cinquantesima edizione della corsa, si svolse il 1º maggio 1974 su un percorso di 237 km. La vittoria fu appannaggio dell'italiano Franco Bitossi, che completò il percorso in 5h43'00", precedendo i connazionali Sigfrido Fontanelli e Enrico Paolini.

## Ordine d'arrivo (Top 10)
| Pos. | Corridore           | Squadra            | Tempo    |
| ---- | ------------------- | ------------------ | -------- |
| 1    | Franco Bitossi      | Scic               | 5h43'00" |
| 2    | Sigfrido Fontanelli | Sammontana         | s.t.     |
| 3    | Enrico Paolini      | Scic               | s.t.     |
| 4    | Francesco Moser     | Filotex            | s.t.     |
| 5    | Italo Zilioli       | Dreherforte        | s.t.     |
| 6    | Wladimiro Panizza   | Brooklyn           | s.t.     |
| 7    | Luciano Borgognoni  | Dreherforte        | s.t.     |
| 8    | Giovanni Cavalcanti | Bianchi-Campagnolo | s.t.     |
| 9    | Josef Fuchs         | Filotex            | s.t.     |
| 10   | Simone Fraccaro     | Filcas             | s.t.     |